# Loire-sur-Rhône
Loire-sur-Rhône is een gemeente in het Franse departement Rhône (regio Auvergne-Rhône-Alpes). De plaats maakt deel uit van het arrondissement Lyon. Loire-sur-Rhône telde op 1 januari 2022 2.736 inwoners.

## Geografie
De oppervlakte van Loire-sur-Rhône bedroeg op 1 januari 2022 16,6 vierkante kilometer; de bevolkingsdichtheid was toen 164,8 inwoners per km². De plaats ligt op de linkeroever van de Rhône.

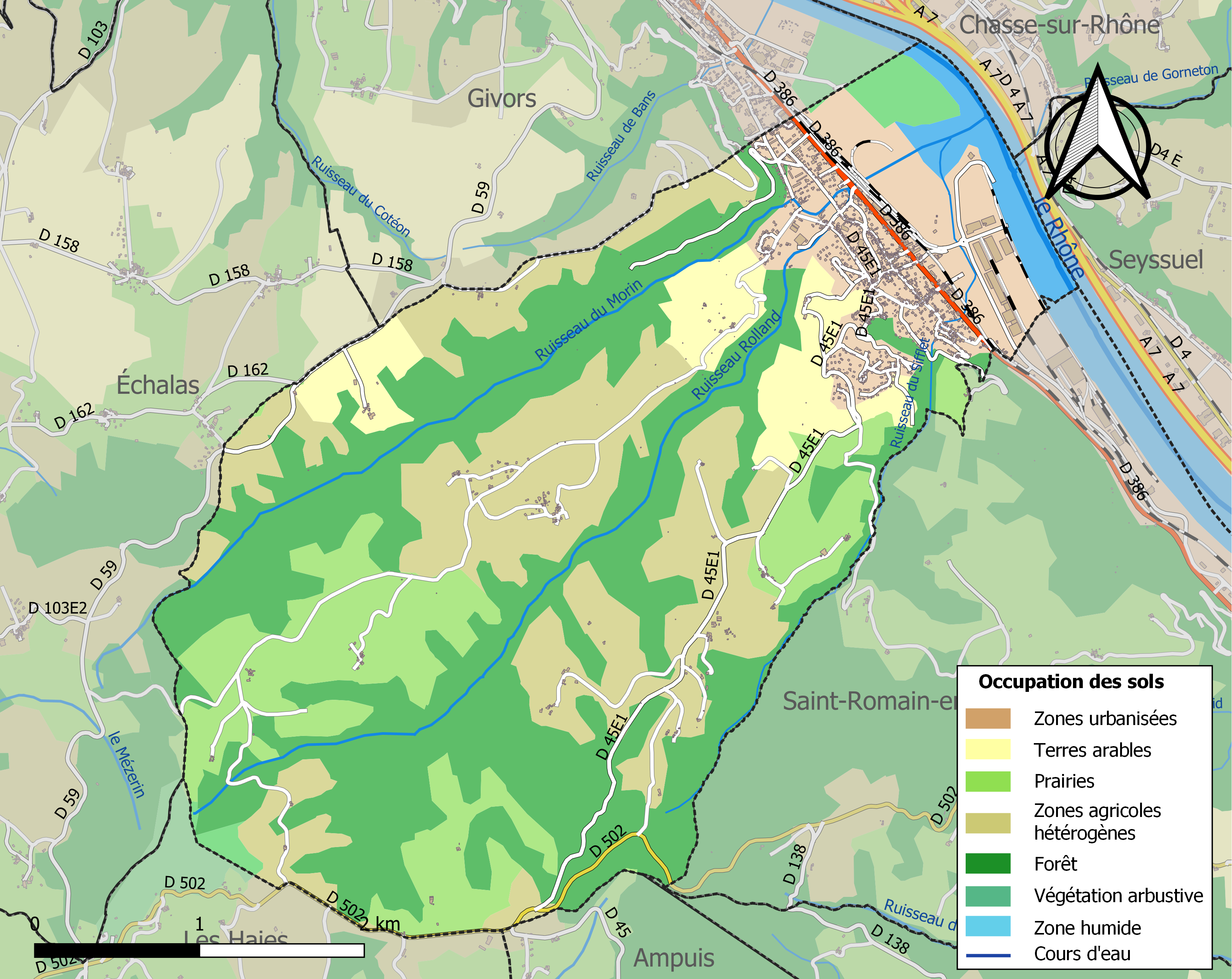
Kaart van de gemeente met de belangrijkste infrastructuur, bodemgebruik en omliggende gemeenten

## Demografie
Onderstaande figuur toont het verloop van het inwonertal (bron: INSEE-tellingen).